# Robert Lockwood Jr.
Robert Lockwood Jr., o Robert Jr Lockwood, (27 de marzo de 1915 – 21 de noviembre de 2006) fue un guitarrista de blues estadounidense que grabó para Chess Records en la década del 50 y 60. Fue el colaborador eterno de Sonny Boy Williamson II en sus sesiones de grabación.

## Sus inicios
Robert Lockwood Jr. nació en Turkey Scratch, una aldea al oeste de Helena-West Helena, Arkansas. Comenzó tocando el órgano de la iglesia de su padre a los 8 años. El gran bluesman Robert Johnson vivió con la madre de Lockwood por 10 años después que sus padres se divorciaran. Lockwood aprendió de Johnson lecciones de primera mano, no sólo como tocar la guitarra, sino también el manejo del escenario. En consecuencia por la relación personal y profesional con Johnson, empezaron a apodarlo como "Robert Junior" Lockwood.

## Inicio de carrera profesional
A los 15 años, Lockwood empezó a tocar música de forma profesional por la zona de Helena, normalmente acompañando a su casi padrastro Johnson, pero también ocasionalmente con Rice Miller o Johnny Shines. Lockwood tocaba en las fish fries, juke joints y en las esquinas a través del Delta en los años 30. Una anécdota extraída del sitio de Lockwood nos cuenta que en una oportunidad, Robert Johnson tocaba en un extremo del Río Sunflower y Lockwood tocaba en el otro. La forma de ejecución era tal, que la gente que paseaba a través del río, no podían distinguir quien era el verdadero Robert Johnson.
Lockwood tocó con Rice Miller en Clarksdale, Misisipi en 1938 y 1939. También tocó con Howlin' Wolf y otros en el área de Tennessee por ese mismo año.
En el año 1941, Lockwood hizo sus primeras grabaciones con Doc Clayton en las sesiones "Bluebird", en Aurora, Illinois. En estas sesiones, el grabó cuatro sencillos bajo su nombre, que son primeros esbozos de su repertorio que luego, será el de siempre.
También en el año 1941, Lockwood y Williamson protagonizaron el primer King Biscuit Time, histórico programa de radio en la cadena KFFA en Helena. Por varios años a principios de los 40's, el dúo interpretó por toda la zona de Helena y mientras seguían haciendo el programa de radio. Entre 1944 y 1949 Lockwood tocó en West Memphis, St. Louis, Memphis y Chicago.
Cuando llegaron los años 50, Lockwood residió en Chicago y grabó como guitarrista principal en el segundo álbum de Williamson, que incluía a Willie Dixon y Otis Spann como músicos. Lockwood también tocó y grabó con Little Walter, Sunnyland Slim, Eddie Boyd y Muddy Waters.

## Últimos trabajos
En 1961, Lockwood se mudó a Cleveland, Ohio, donde vivió hasta su muerte. A principios de los años 60, como "Bob Lockwood, Jr., and Combo" tenía una performance regular en Loving's Grill, ubicado en la 8426 Hough Avenue. En los años 70 hasta los 90, tocaba normalmente con su banda "All Stars" en muchos lugares por Estados Unidos y con músicos locales a través del mundo. "All Stars" lo acompañó hasta su muerte.

## Discografía
- Steady Rollin' Man (Delmark, 1970)
- Contrasts (Trix, 1974)
- Does 12 (Trix, 1977)
- Hangin' On (Rounder, 1979)
- Mr. Blues Is Back to Stay (Rounder, 1980)
- Delta Crossroads (Telarc, 2000)
- Legend Live (M.C., 2004)